# Joaquín Ahumada Centurión
Joaquín Ahumada Centurión   (Màlaga, 15 de setembre de 1830 - Palma, 17 de juliol de 1897) fou un militar espanyol, Capità general de les Illes Balears a finals del segle xix.
Ingressà en 1844 a l'Acadèmia General Militar i en 1848 fou ascendit a subtinent. Poc després ingressà a l'Escola d'Estat Major i en 1853 en va sortir com a tinent, tot participant en la vicalvarada. En 1855 ascendí a capità i fou destinat als estats majors de les Capitanies d'Andalusia i Extremadura. Va lluitar en la guerra d'Àfrica i participà en la batalla de Tetuan i a la batalla de Wad Ras. En 1864 ascendí a comandant i prestà serveis a la Divisió d'Operacions Geodèsiques de la Junta General d'Estadística, on va treballar en la confecció del mapa d'Espanya. En 1870 ascendí a tinent coronel i fou destinat a l'Institut Geogràfic Nacional d'Espanya.
En 1874 ascendí a coronel i fou nomenat cap d'Estat Major de la Capitania General de Granada. En 1875-1876 va lluitar en la tercera guerra carlina, participant en l'atac a Ripoll, el setge de la Seu d'Urgell i l'ocupació de Bera. En 1876 fou ascendit a Brigadier i en 1888 fou nomenat governador militar de Girona. En 1889 ascendí a general de divisió i nomenat governador militar de Barcelona. En 1896 ascendí a tinent general i en gener de 1897 fou nomenat Capità general de les Illes Balears. Va morir en juliol del mateix any exercint el càrrec.